# ستيوارت ماك كويري
ستيوارت ماك كويري (بالإنجليزية: Stuart McQuarrie)‏ هو ممثل بريطاني، ولد في 19 مارس 1963 بإنجلترا في المملكة المتحدة.

## أعمال

### أفلام
- (2002) بعد 28 يوما
- (2014) السيد تيرنر[2][3]
- (2019) تيرميناتور 6

## وصلات خارجية
- ستيوارت ماك كويري على موقع IMDb (الإنجليزية)
- ستيوارت ماك كويري على موقع ألو سيني (الفرنسية)
- ستيوارت ماك كويري على موقع أول موفي (الإنجليزية)
- ستيوارت ماك كويري على موقع قاعدة بيانات الأفلام السويدية (السويدية)
- ستيوارت ماك كويري على موقع قاعدة بيانات الفيلم (الإنجليزية)
- ستيوارت ماك كويري على موقع كينوبويسك (الروسية)